# Passy-Grigny
Passy-Grigny é uma comuna francesa na região administrativa do Grande Leste, no departamento de Marne. Estende-se por uma área de 11.99 km², e possui 381 habitantes, segundo o censo de 2018, com uma densidade de 32 hab/km².